# Saint-Vivien-de-Monségur
Saint-Vivien-de-Monségur – miejscowość i gmina we Francji, w regionie Nowa Akwitania, w departamencie Żyronda.
Według danych na rok 1990 gminę zamieszkiwało 360 osób, a gęstość zaludnienia wynosiła 23 osób/km² (wśród 2290 gmin Akwitanii Saint-Vivien-de-Monségur plasuje się na 828. miejscu pod względem liczby ludności, natomiast pod względem powierzchni na miejscu 723.).